# 아이폰 6s
애플 아이폰 6s(Apple iPhone 6s)는 페가트론과 폭스콘이 제조하고, 애플이 설계, 판매 중인 iOS 스마트폰으로, 2015년 9월 9일(미국시간 기준) 미국 샌프란시스코 빌 그라햄 시민 오디토리엄에서 발표되었고 2015년 9월 25일에 출시되었다.

## 변화

### 외형
3D 터치와 탭틱 엔진의 추가로 전작에 비해 0.2mm 두꺼워지고 무게는 10% 정도 증가하고 배터리 용량은 약 5% 감소했다. 아이폰6에서 논란이 되었던 휘어짐 현상을 해결하기 위해 강력한 합금인 7000 시리즈 알루미늄을 사용했다.

### 3D 터치
화면의 터치 강도를 탭, 살짝 누르기, 세게 누르기 등 3단계로 감지해 각각의 명령을 수행한다.

### Touch ID
새로운 Touch ID 2세대 지문인식 센서가 내장돼 반응속도가 이전보다 2배 이상 빨라졌다.

### 카메라
울트라고화질(UHD, 4K)급 동영상 촬영 기능과 후면 카메라는 전작 800만 화소에서 1200만 화소로 업그레이드 되었고, 셀프 촬영에 사용되는 전면 카메라는 120만 화소에서 500만 화소로 올라갔다. 전면 카메라로 촬영할 때 순간적으로 디스플레이가 평소보다 3배 더 밝게 플래시를 발산하여 더 밝은 결과물을 얻을 수 있게 해주는 Retina Flash 기능도 추가됐다.

라이브포토 기능이 추가되어 촬영 직전과 직후의 움직임 소리까지 대략 3초 정도 라이브 재생을 할 수 있으며,
라이브포토로 촬영된 사진은 잠금화면으로 할 경우 3D 터치를 이용하여 재생 할 수 있다.

### 색상
골드, 스페이스 그레이, 실버, 로즈골드

## 논란

### 산화현상
날이 습하면 아이폰6S의 뒷 알루미늄의 색이 벗겨지고 부식이 된다.
아이폰 6의 휘어짐 현상을 해결하기 위해 6000시리즈 알루미늄을 버리고, 더 가볍고 강력한 7000시리즈 알루미늄을 사용했지만 이 7000시리즈 알루미늄은 아연의 함량이 비교적 많기 때문에 항산화 성능은 알루미늄 재질보다 더 떨어지고 특히, 건조한 공기 중에서는 덜하지만, 습한 공기 중에서는 심각한 산화의 문제가 일어날수 있다고 한다.

## 출시 국가
| 국가                          |                              |
| 1차 출시국 (2015년 9월 25일)  | 1차 출시국 (2015년 9월 25일) |
| ----------------------------- | ---------------------------- |
| 미국                          |                              |
| 영국                          |                              |
| 프랑스                        |                              |
| 독일                          |                              |
| 일본                          |                              |
| 오스트레일리아                |                              |
| 캐나다                        |                              |
| 홍콩                          |                              |
| 뉴질랜드                      |                              |
| 푸에르토리코                  |                              |
| 중화인민공화국                |                              |
| 싱가포르                      |                              |
| 2차 출시국 (2015년 10월 9일)  |                              |
| 안도라                        |                              |
| 오스트리아                    |                              |
| 벨기에                        |                              |
| 보스니아 헤르체고비나         |                              |
| 불가리아                      |                              |
| 크로아티아                    |                              |
| 체코                          |                              |
| 덴마크                        |                              |
| 에스토니아                    |                              |
| 핀란드                        |                              |
| 그리스                        |                              |
| 그린란드                      |                              |
| 헝가리                        |                              |
| 아이슬란드                    |                              |
| 아일랜드                      |                              |
| 맨섬                          |                              |
| 이탈리아                      |                              |
| 라트비아                      |                              |
| 리히텐슈타인                  |                              |
| 리투아니아                    |                              |
| 룩셈부르크                    |                              |
| 몰디브                        |                              |
| 멕시코                        |                              |
| 모나코                        |                              |
| 네덜란드                      |                              |
| 노르웨이                      |                              |
| 폴란드                        |                              |
| 포르투갈                      |                              |
| 루마니아                      |                              |
| 러시아                        |                              |
| 슬로바키아                    |                              |
| 스페인                        |                              |
| 스웨덴                        |                              |
| 스위스                        |                              |
| 대만                          |                              |
| 3차 출시국 (2015년 10월 10일) |                              |
| 바레인                        |                              |
| 요르단                        |                              |
| 쿠웨이트                      |                              |
| 카타르                        |                              |
| 사우디아라비아                |                              |
| 아랍에미리트                  |                              |
| 4차 출시국 (2015년 10월 16일) |                              |
| 인도                          |                              |
| 카자흐스탄                    |                              |
| 남아프리카 공화국             |                              |
| 튀르키예                      |                              |
| 말레이시아                    |                              |
| 5차 출시국 (2015년 10월 23일) |                              |
| 벨라루스                      |                              |
| 괌                            |                              |
| 몰도바                        |                              |
| 세르비아                      |                              |
| 대한민국                      |                              |
| 우크라이나                    |                              |
| 6차 출시국 (2015년 11월 6일)  |                              |
| 모리셔스                      |                              |
| 필리핀                        |                              |
| 7차 출시국 (2015년 11월 13일) |                              |
| 브라질                        |                              |
| 코스타리카                    |                              |
| 8차 출시국 (2016년 1월)       |                              |
| 베트남                        |                              |
| 9차 출시국 (2016년 3월)       |                              |
| 인도네시아                    |                              |

## 같이 보기
- 스마트폰 비교
- IOS 및 iPadOS 제품 목록
- 아이폰